# Thulani Victor Mbuyisa
Thulani Victor Mbuyisa CMM (* 13. Februar 1973 in Ixopo) ist ein südafrikanischer Ordensgeistlicher und römisch-katholischer Bischof von Kokstad.

## Leben
Thulani Victor Mbuyisa trat 1992 der Ordensgemeinschaft der Mariannhiller Missionare bei. Er studierte am St. Joseph’s Theological Institute in Cedara von 1994 bis 1996 Philosophie und von 1996 bis 1999 Katholische Theologie. Mbuyisa legte am 2. Februar 1997 die ewige Profess ab und empfing am 4. März 2000 im Kloster Mariannhill durch den Bischof von Mariannhill, Paul Themba Mngoma, das Sakrament der Priesterweihe.
Mbuyisa wirkte zunächst als stellvertretender Novizenmeister und als Pfarrvikar der Pfarrei St. Michael sowie als Kaplan am Mangosuthu Technikon in Umlazi und am St. Francis College in Mariannhill. 2002 wurde Thulani Victor Mbuyisa für weiterführende Studien nach Kanada entsandt, wo er 2004 an der Saint Paul University in Ottawa ein Lizenziat im Fach Kanonisches Recht erwarb. Nach der Rückkehr in seine Heimat wurde er erneut Kaplan am Mangosuthu Technikon in Umlazi und stellvertretender Novizenmeister. Von 2007 bis 2010 war Thulani Victor Mbuyisa Superior und Ausbilder am ordenseigenen Ausbildungshaus Nivard House in Nairobi. Nachdem Mbuyisa 2010 kurzzeitig Provinzial der ostafrikanischen Ordensprovinz der Mariannhiller Missionare mit Sitz in Nairobi gewesen war, wurde er im selben Jahr Mitglied des Generalrats und Generalsekretär. Von 2012 bis 2016 war er als Generalvikar und als Generalprokurator seiner Ordensgemeinschaft tätig. Ab dem 8. Oktober 2016 war er Generalsuperior.
Am 6. April 2022 ernannte ihn Papst Franziskus zum Bischof von Kokstad. Der Erzbischof von Bloemfontein, Zolile Peter Mpambani SCJ, spendete ihm am 11. Juni desselben Jahres auf dem Sportplatz des Kokstad College die Bischofsweihe; Mitkonsekratoren waren der emeritierte Erzbischof von Durban,  Wilfrid Fox Kardinal Napier OFM, und der Erzbischof von Durban, Mandla Siegfried Jwara CMM.
Am 24. Juni 2025 berief ihn Papst Leo XIV. zum Mitglied des Dikasteriums für die Institute geweihten Lebens und für die Gesellschaften apostolischen Lebens.